# راي ديكين
راي ديكين (بالإنجليزية: Ray Deakin)‏ (19 يونيو 1959 في المملكة المتحدة - 24 ديسمبر 2008 في المملكة المتحدة) هو لاعب كرة قدم بريطاني في مركز الظهير. لعب مع بورت فايل وبولتون واندررز ونادي إيفرتون ونادي بيرنلي.